# Good Grief (película)
Good Grief es una película de comedia dramática estadounidense de 2023 escrita y dirigida por Dan Levy en su debut cinematográfico y protagonizada por Levy, Ruth Negga y Himesh Patel. La película se estrenó de forma limitada en los Estados Unidos el 29 de diciembre de 2023, antes de estrenarse en todo el mundo en Netflix el 5 de enero de 2024.

## Sinopsis
Un hombre que lucha por afrontar la muerte de su marido y su madre viaja con sus dos mejores amigos a París para una escapada de fin de semana.

## Reparto
- Daniel Levy como Marc Dreyfus
- Ruth Negga como Sophie
- Himesh Patel como Thomas
- Luke Evans como Oliver
- Celia Imrie como Imelda
- Arnaud Valois como Theo
- David Bradley como Duncan
- Jamael Westman como Terrance
- Emma Corrin como Artista Joven[1]
- Kaitlyn Dever como Lily Kayne[1]

## Producción
En septiembre de 2021, se anunció que Daniel Levy escribiría y dirigiría una película de comedia romántica para Netflix, que también protagonizaría como parte de un contrato de cine y televisión que firmó con la compañía. Levy describió la película en una entrevista de junio de 2022 como más una "historia de amor sobre la amistad". En octubre de 2022, se anunció un reparto adicional que incluía a Ruth Negga, Himesh Patel y Luke Evans.
El rodaje tuvo lugar en noviembre de 2022 en Londres.

## Estreno
Good Grief se estrenó en cines de forma limitada el 29 de diciembre de 2023, seguido de un lanzamiento en streaming por parte de Netflix el 5 de enero de 2024.